# Paradoxostoma delicatum
Paradoxostoma delicatum är en kräftdjursart som beskrevs av H.S. Puri 1954. Paradoxostoma delicatum ingår i släktet Paradoxostoma och familjen Paradoxostomatidae. Inga underarter finns listade i Catalogue of Life.